# Gene Murphy (edző)
Eugene L. Murphy (1900 körül – Portland, Oregon, 1976) amerikai amerikaifutball-játékos és -edző, valamint baseball- és kosárlabdaedző, atlétikai igazgató.

## Fiatalkora
A portlandi Columbia Preparatory Schoolba járt. 1921–1922-ben a Notre Dame Fighting Irish amerikaifutball-csapatának quarterbackje, majd 1925-ben a San Franciscó-i Sacred Heart College előkészítő tagozatának edzője volt.

## Pályafutása
1927 júniusától a Portland Pilots atlétikai igazgatója, valamint amerikaifutball-, baseball- és kosárlabdaedzője volt. 1936 decemberében lemondott és magánvállalkozó lett.
1991-ben a Portlandi Egyetem dicsőségcsarnokának tagja lett.

## Eredményei vezetőedzőként
| Év                          | Eredmény                    |
| Portland Pilots (Független) | Portland Pilots (Független) |
| --------------------------- | --------------------------- |
| 1927                        | 1–4                         |
| 1928                        | –                           |
| 1929                        | –                           |
| 1930                        | 4–2                         |
| 1931                        | 2–5                         |
| 1932                        | 6–0–3                       |
| 1923                        | 4–3                         |
| 1924                        | 1–6–5                       |
| 1925                        | 3–4                         |
| 1926                        | 3–4                         |

## Fordítás
- Ez a szócikk részben vagy egészben  a   Gene Murphy (American football, born c. 1900) című angol Wikipédia-szócikk ezen változatának fordításán alapul.  Az eredeti cikk szerkesztőit annak laptörténete sorolja fel. Ez a jelzés csupán a megfogalmazás eredetét és a szerzői jogokat jelzi, nem szolgál a cikkben szereplő információk forrásmegjelöléseként.